# Lago Bonigersee
O Lago Bonigersee é uma lago localizado em Törbel no cantão de Valais, na Suíça. Apresenta uma superfície é de 0,9 ha. Este lago apresenta turfeiras o que leva a que esteja listado no Inventário Federal de Turfeiras de Transição e de Importância Nacional, este inventário faz parte de uma Portaria de 1991 do Conselho Federal Suíço e do Inventário Federal das zonas de reprodução de anfíbios.